# 漆園
漆園（？—？），原名漆士佳，字非周，號劍潭，江西瑞州府新昌县（今宜豐）人，明朝政治人物，同進士出身。

## 生平
萬曆四十三年（1615年）乙卯科舉人，崇禎七年（1634年）登甲戌科進士，吏部观政，九年（1636年）授福建福清縣知縣，十二年調直隸寶坻縣知縣，十四年調密雲縣，十五年丁憂，十六年考察。